# Digna Collazo
María Digna Collazo y del Castillo là một nữ hộ sinh, nhà tiểu luận, biên tập viên, nhà hoạt động xã hội và nhà hoạt động nữ quyền người Cuba. Cô là một trong những kiến trúc sư của chiến dịch quyền bầu cử của phụ nữ Cuba những năm 1910, cùng với Amalia Mallén và Aída Peláez de Villa Urrutia. Để kết thúc này, cô đã tham gia vào nền tảng của các tổ chức đầu tiên tìm cách cho phép phụ nữ bỏ phiếu ở đất nước của mình, chẳng hạn như Suffragists Cuba (1912) và Đảng Suffragist National (1913) - trong đó cô là phó chủ tịch. Hơn nữa, cùng với Carmen Velacoracho de Lara, cô thành lập Đảng Nữ quyền vào năm 1918.
Digna Collazo cũng là chủ tịch đầu tiên của Hiệp hội Nữ hộ sinh non trẻ vào năm 1889, một thực thể cho phép cấp phép bắt buộc đối với loại chuyên nghiệp này.
Bà cũng là tổng biên tập của tạp chí El Amigo (1900)  và giám đốc của El Sufragista định kỳ (1913).